# Lagochilus taukumensis
Lagochilus taukumensis là một loài thực vật có hoa trong họ Hoa môi. Loài này được Tzukerv. mô tả khoa học đầu tiên năm 1985.